# Puna

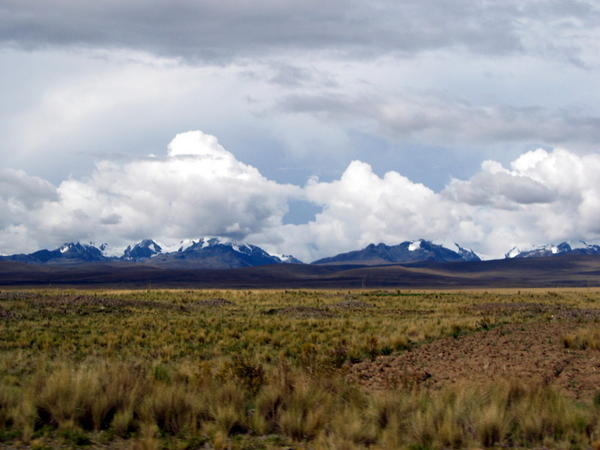
Puna v blízkosti jezera Titicaca na hranicích Bolívie a Peru

Puna je vysokohorský ekosystém rozkládající se ve střední části jihoamerických And. Typově se jedná o suchou vysokohorskou travnatou až křovitou savanu. Oblast puny sahá od středního Peru po Bolívie a sever Chile a Argentiny. Nachází se v nadmořských výškách od 3500 do 5000 metrů. Klima je poměrně suché, s vlhčím obdobím v letních měsících a suchou zimou. Vegetace i fauna je přizpůsobena extrémním podmínkám, zejména suchu a nízkým teplotám v průběhu celého roku. Ve vegetaci převládají trávy a různé byliny, v některých oblastech jsou i společenstva keřů a zbytky polylepisového lesa, který představuje nejvýše položené stromové společenstvo na světě. Mezi charakteristická zvířata puny náležejí zejména lamy vikuňa a guanako, činčily a jiní hlodavci. Z ptáků zde žijí zejména pěvci. Na vodních plochách žijí plameňáci, lysky aj.
Z významných krajinných prvků se v oblastech puny nachází jezero Titicaca, nejvyšší hora Bolívie Nevado Sajama, nejvyšší hora Peru Huascarán a největší solná pláň světa Salar de Uyuni. Nachází se zde rovněž několik rozlehlých národních parků.

## Charakteristika
Názvem puna se označuje otevřená, suchá vysokohorská stepní vegetace ve střední části jihoamerických And. Nachází se v nadmořských výškách nad hranicí lesa, dominantní vegetaci tvoří trávy a různé byliny, v některých oblastech převládají rozvolněné porosty drobnolistých nízkých keřů. Charakteristické jsou také různé hustě polštářovité byliny a keříky. Stromový pokryv s výjimkou reliktů řídkého polylepisového lesa zcela chybí.

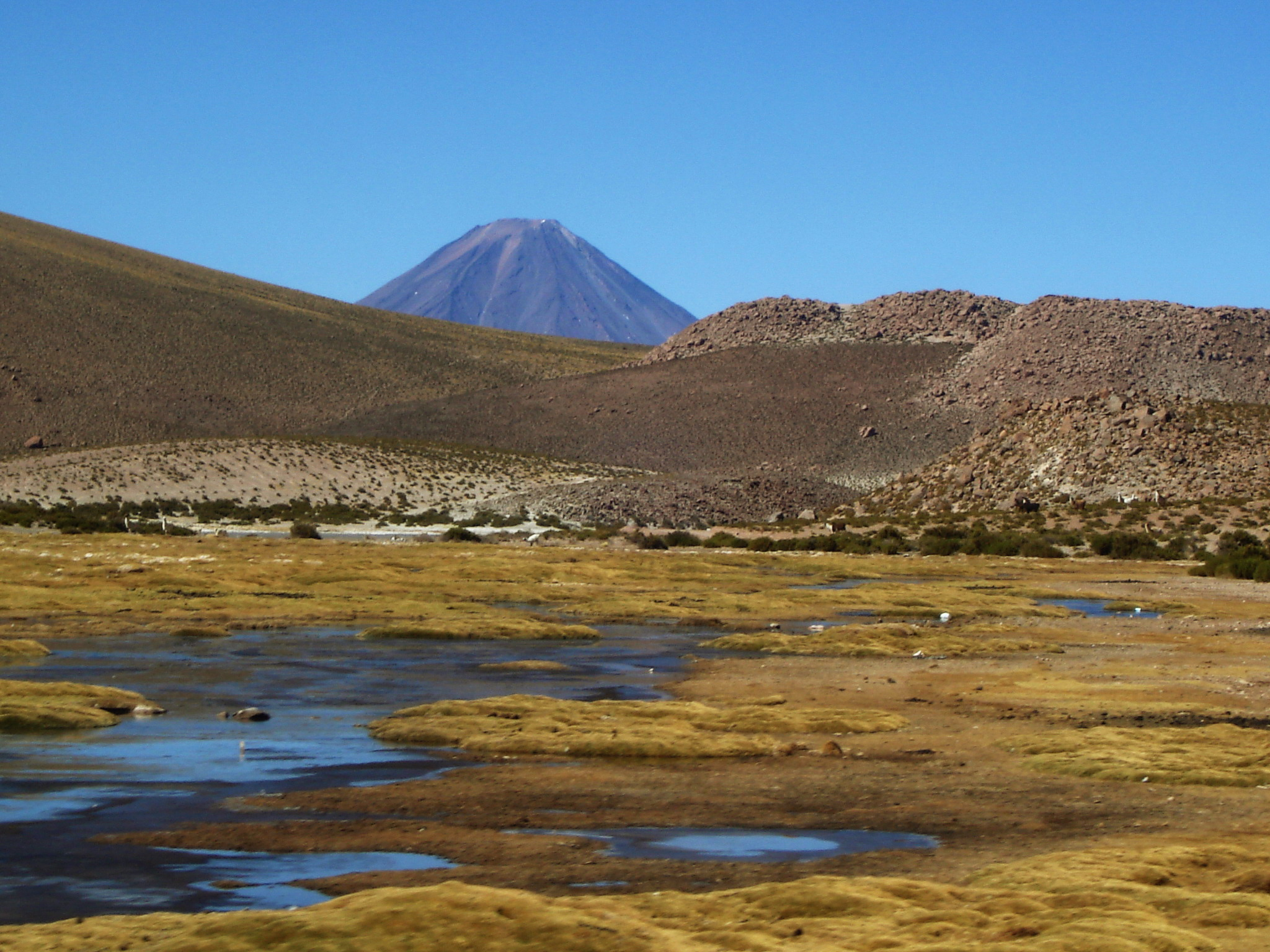
Puna v oblasti Altiplano v severním Chile
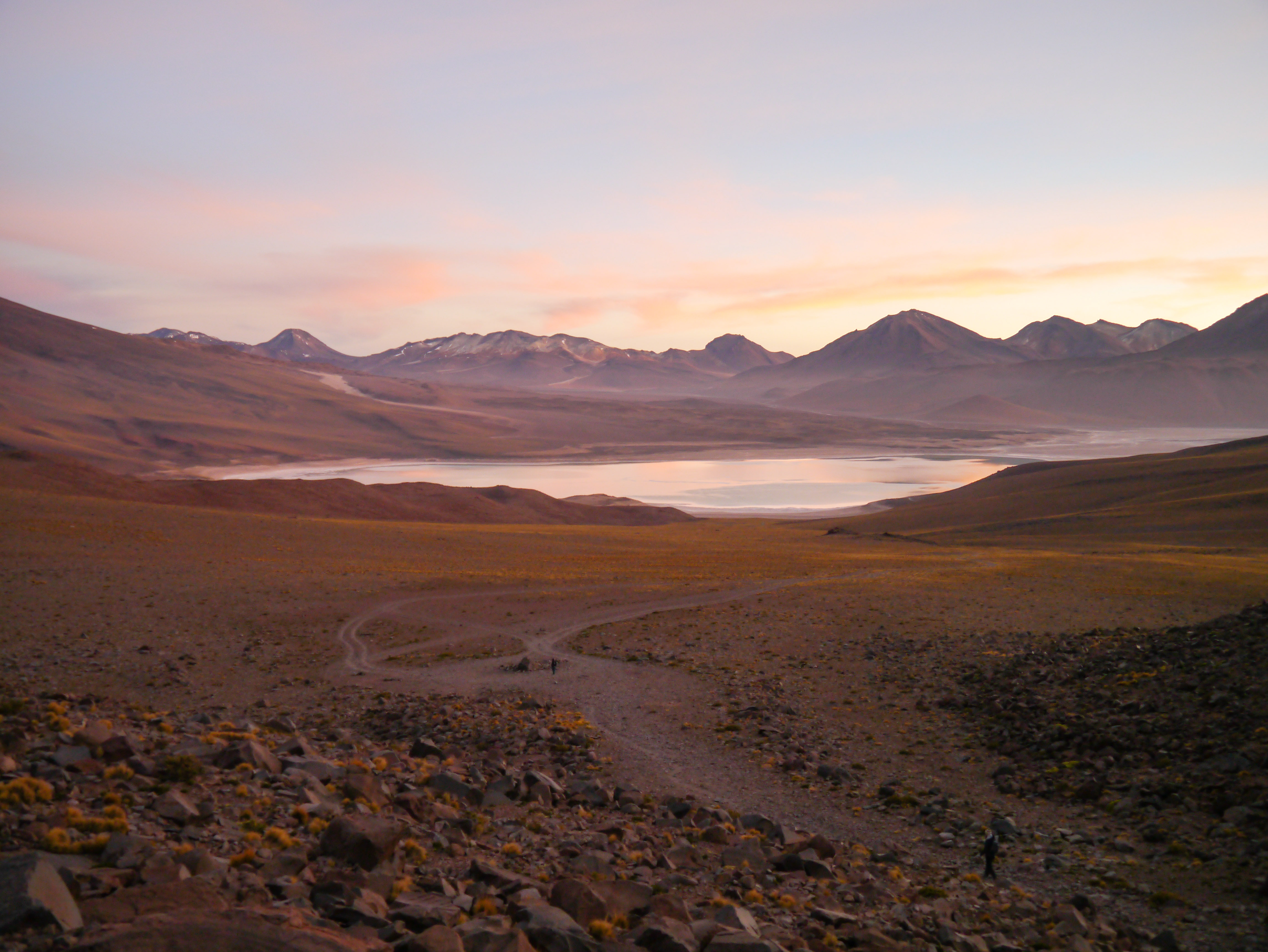
Altiplano v Bolívii
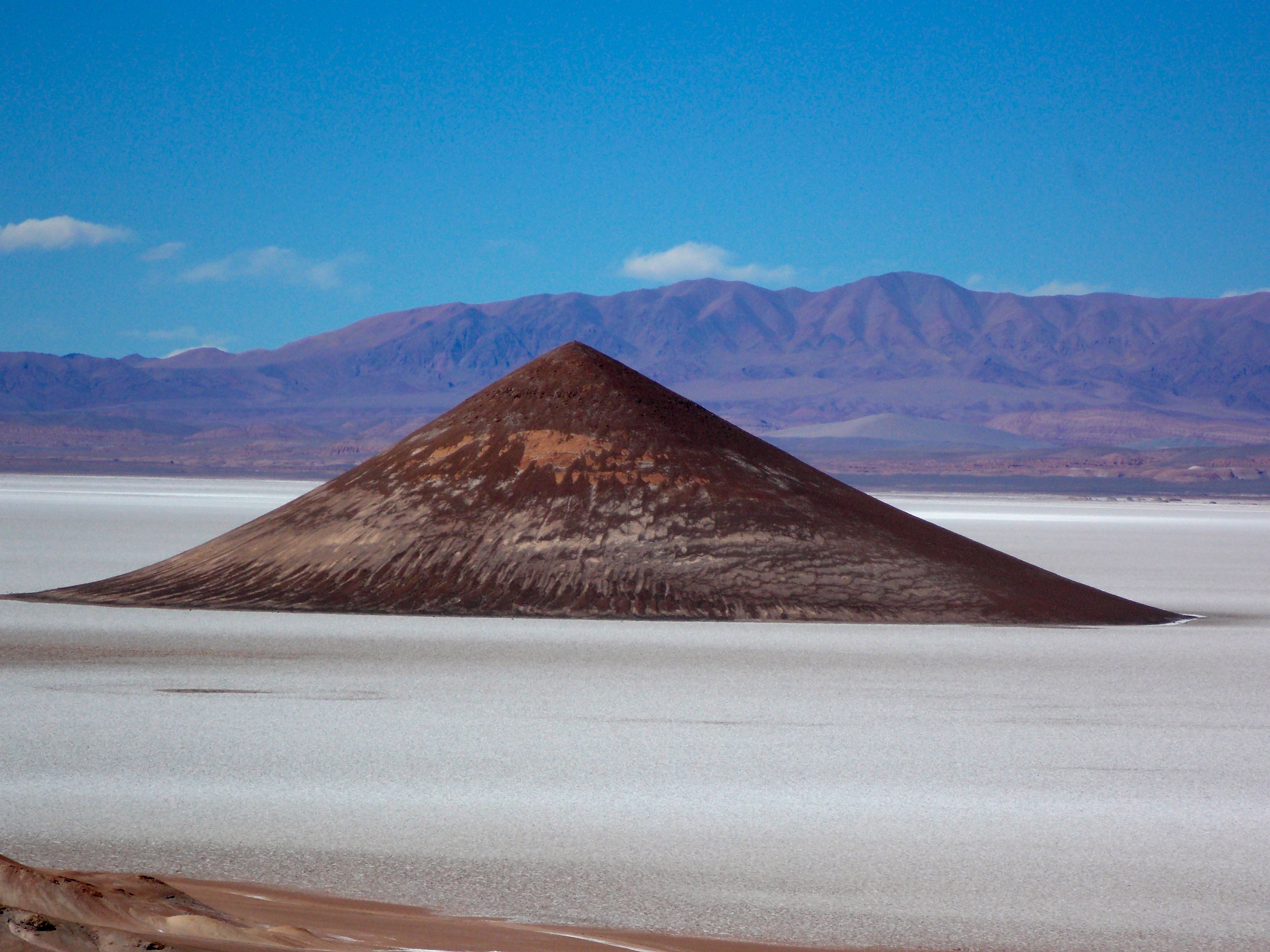
Cono de Arita v provincii Salta (Argentina)
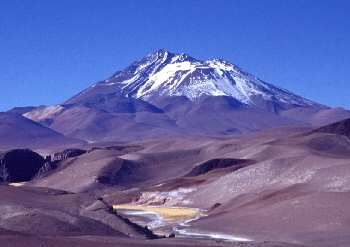
Llullaillaco (6739 m n. m.), nejvyšší vrchol Puny

### Poloha a vymezení
Puna se nachází ve vysokých polohách středních And v oblasti od středního Peru přes západní Bolívii po severozápadní Argentinu a severní Chile. Celá oblast puny je asi 2000 km dlouhá a v jižní části až 350 km široká. Celkově zabírá plochu o rozloze přes 680 000 km2. Nadmořská výška se pohybuje v rozmezí přibližně od 3000 do 5000 metrů, horské vrcholy v oblasti dosahují výšky až 6600 metrů. 
Jižní část je sušší a rozkládá se převážně v oblasti náhorní andské roviny, známé jako Altiplano. Severní část je vlhčí a sahá od severovýchodu bolivijského Altiplana na sever po střední Peru.

### Klima
Oblast puny náleží svojí polohou z větší části do vnějšího tropického pásu, ačkoliv na jihu zasahuje i do mírného pásu. Je výrazně sušší než páramo, které na ni navazuje blíže k rovníku na severu. Průměrný roční úhrn srážek se pohybuje mezi 50–700 mm, srážky směrem k jihu ubývají. Průměrné roční teploty činí 8–9,5 °C. Na rozdíl od párama jsou v puně větší rozdíly mezi nejvyššími denními a nejnižšími nočními teplotami. Maximální denní teploty dosahují až 30 °C, noční mrazy se mohou vyskytnout v průběhu téměř celého roku. Též se projevují výraznější změny ročních období, v nichž vynikají zejména suché zimy. Období výraznějších srážek trvá přibližně od května do konce září až poloviny října, maximum je v srpnu.

### Biologická přizpůsobení
Rostliny se musely přizpůsobit aridnímu klimatu, nízkým teplotám a dalším limitujícím faktorům. Mezi charakteristické adaptace náležejí drobné lístky, velmi pomalý, zakrslý růst a vysoký obsah pryskyřic. Býložravci spásající tyto rostliny mají silné řezáky, které jim umožňují rozmělnit tuhé listy s obsahem křemičitých složek a jsou opatřeni speciální srstí či peřím, které jim poskytují ochranu před nízkými teplotami a silnými větry.

## Ekoregiony
Ekosystém puny je rozdělován na 3 ekoregiony, které jsou vymezeny úhrnem ročních srážek: středoandská puna (španělsky puna semihumeda, srážky 400–1000 mm), středoandská suchá puna (puna sureňa, srážky <400 mm) a středoandská vlhká puna (puna humeda, srážky 1000–2000 mm). V Bolívii je suchá puna dále rozdělována na puna desertica (jižní, střední a severozápadní část suché puny, srážky <100 mm) a puna seca (severovýchodní část, srážky 100–400 mm).
Na severu přechází vlhká puna v celkově vlhčí vysokohorský ekosystém, známý jako páramo. Přechodová zóna mezi těmito dvěma ekosystémy je známa jako jalka. 
Na jihu navazují na suchou punu jihoandské stepi. 
Na západě přechází puna s klesající nadmořskou výškou do pouští Atacama a Sechura. Na západním okraji puny je skladba navazujících ekosystémů pestřejší. V jižní části navazují horské a mlžné, tropické a subtropické lesy, souhrnně nazývané yungas, na severu pak horský deštný a mlžný les.

### Středoandská puna

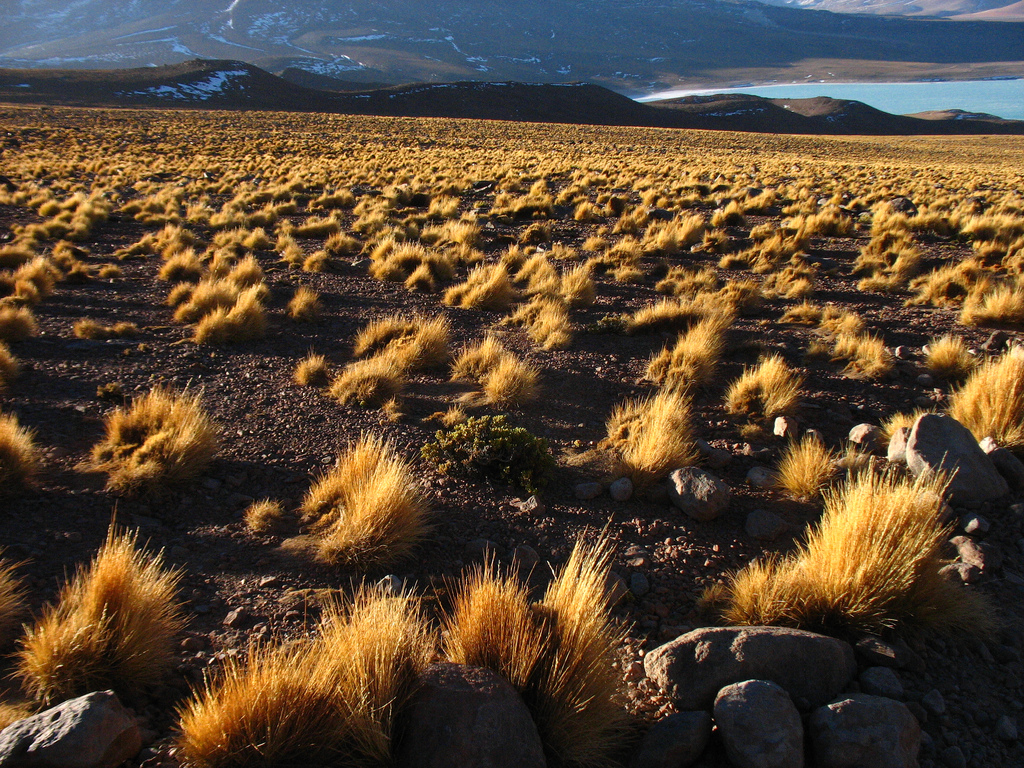
Středoandská puna v oblasti bolivijského Potosí

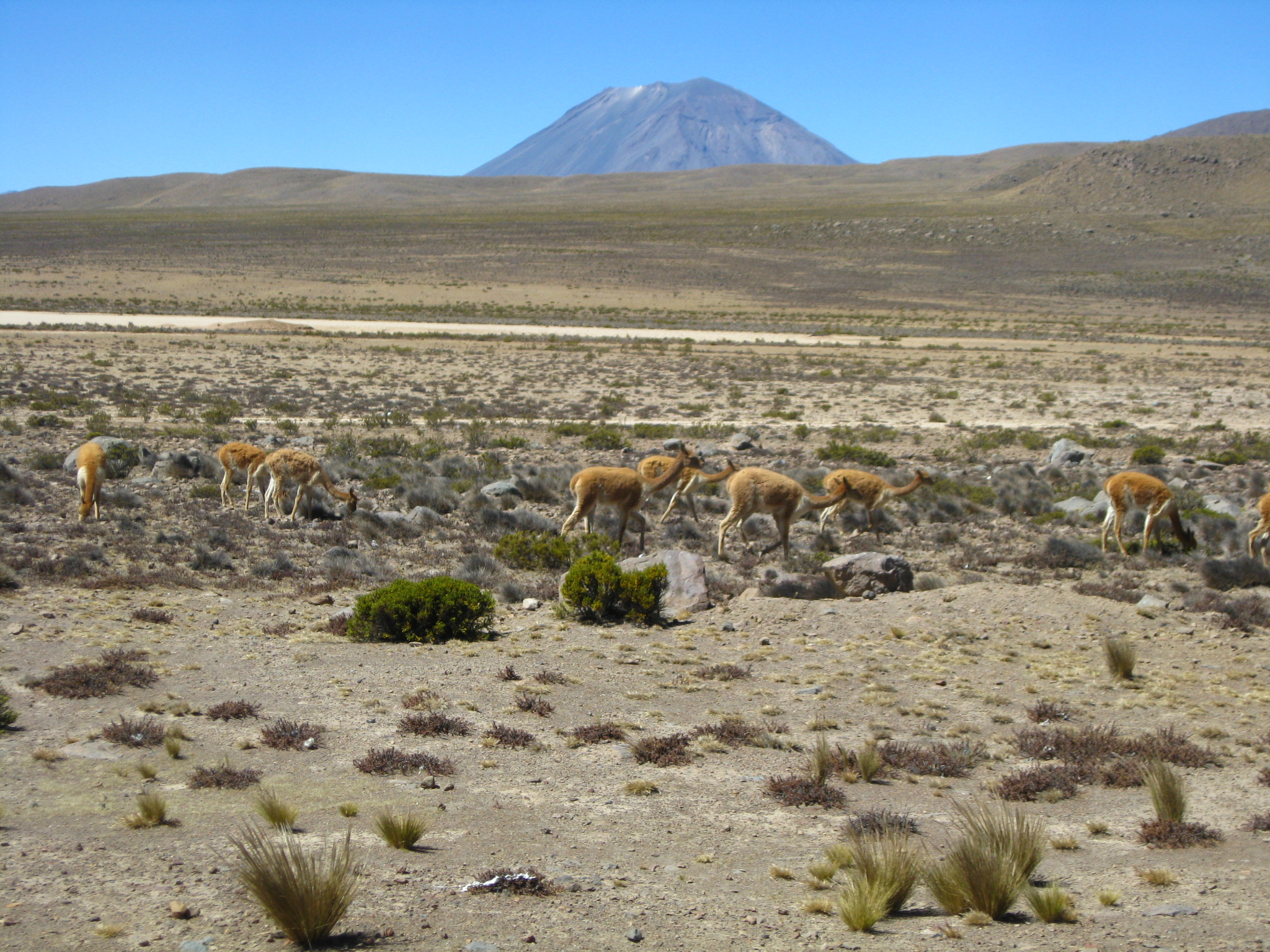
Lamy vikuňa v peruánské puně

Ekoregion označovaný jako středoandská puna (kódové označení nt1002) sahá od středního Peru přes východní okraj bolivijského Altiplana po severozápadní Argentinu. Tvoří přechod mezi oblastí vlhké puny a suché puny. Krajina je typicky vysokohorská, se zasněženými štíty, hlubokými údolími, travnatými pastvinami, náhorními planinami a vysoko položenými jezery. Středoandská puna pokrývá plochu 141000 km2, a rozkládá se v nadmořských výškách od 3200 do 6600 metrů. Průměrná roční teplota se pohybuje v rozpětí od teplot pod bodem mrazu po 15 °C. Je to dosti suchá oblast, s průměrnými ročními srážkami od 250 do 500 mm.
Převažující vegetační pokryv tvoří stepní travní porosty, v nichž dominují trávy rodů třtina (Calamagrostis), psineček (Agrostis) a kostřava (Festuca). Místy se jako azonální ekosystémy nacházejí mokřiny (bofedales), vrchoviště a porosty rákosin. V některých částech se objevují porosty nízkých keřů, zejména Parastrephia lepidophylla z čeledi hvězdnicovité, případně různých druhů rodu Margyricarpus z čeledi růžovité. Místy utvářejí ráz krajiny husté, masivní polštáře azorely nahloučené (Azorella compacta) z čeledi miříkovité, jejíž porosty jsou označovány jako yaretales.  V některých oblastech se objevuje obří broméliovitá rostlina puja Raimondova (Puya raimondii). Místy jsou zbytky polylepisových lesů, které v minulosti tvořily podstatně dominantnější složku vegetace a dochovaly se z nich jen relikty. V nižších nadmořských výškách na okraji areálu se objevují i některé další dřevité druhy, např. komule (Buddleja) a zábludy (Escallonia).
V oblastech středoandské puny žije větší počet různých druhů hlodavců, zejména v její jižní části. Mezi charakteristická zvířata tohoto ekosystému náleží lama vikuňa (Vicugna vicugna), lama guanako (Lama guanicoe), činčila krátkoocasá (Chinchilla chinchilla) a činčily rodu Lagidium. Z ohrožených druhů ptáků zde žije např. skorcovec aricomský (Cinclodes aricomae), pitpit chilský (Conirostrum tamarugense), plameňák Jamesův (Phoenicopterus jamesi) a lyska velká (Fulica gigantea).
Mezi rostlinné endemity této oblasti náleží Diplostephium tovari z čeledi hvězdnicovité, rybíz Ribes brachybotrys, ze zvířat křeček punový (Punomys lemminus).

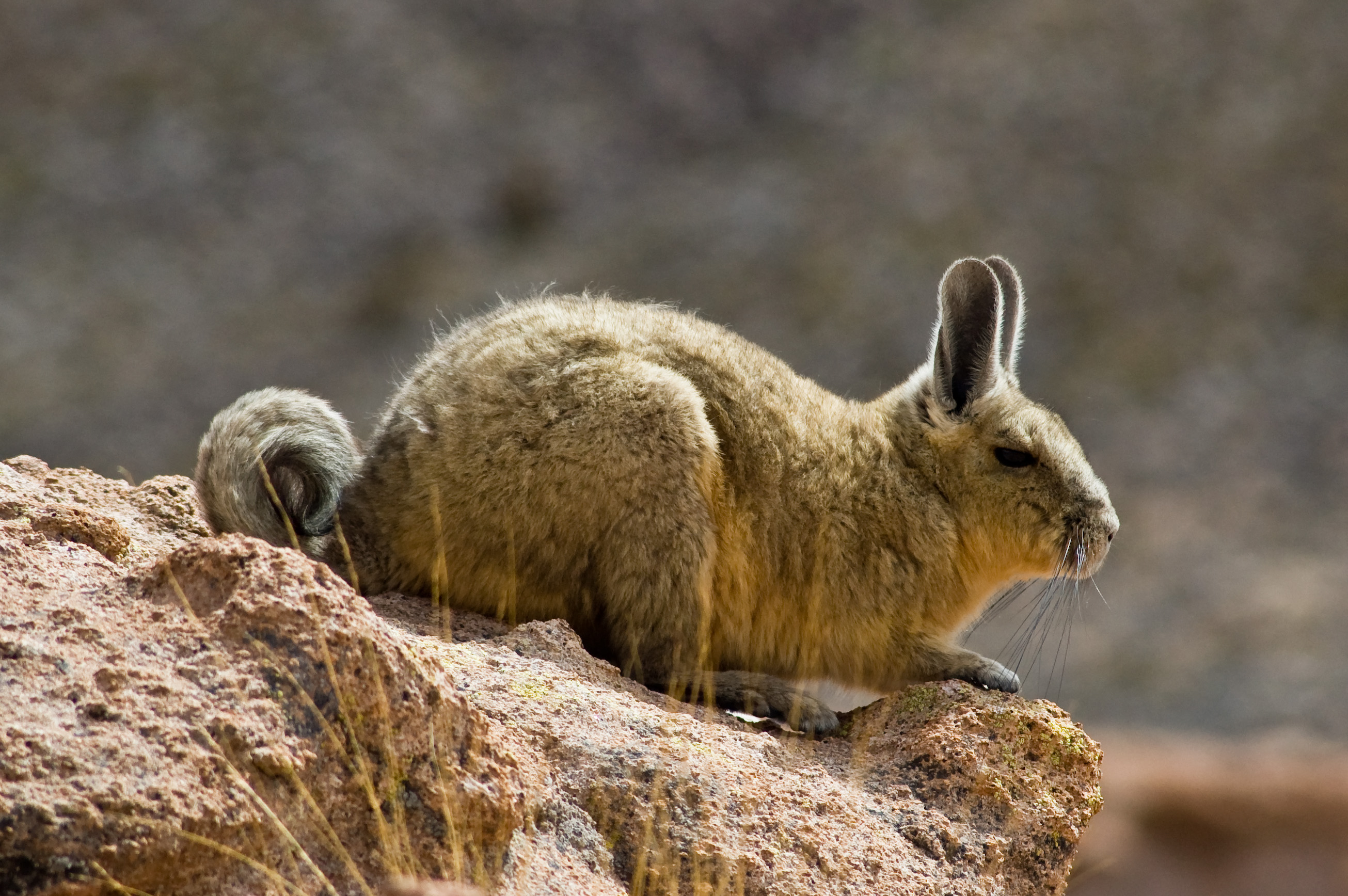
Činčila Lagidium viscacia
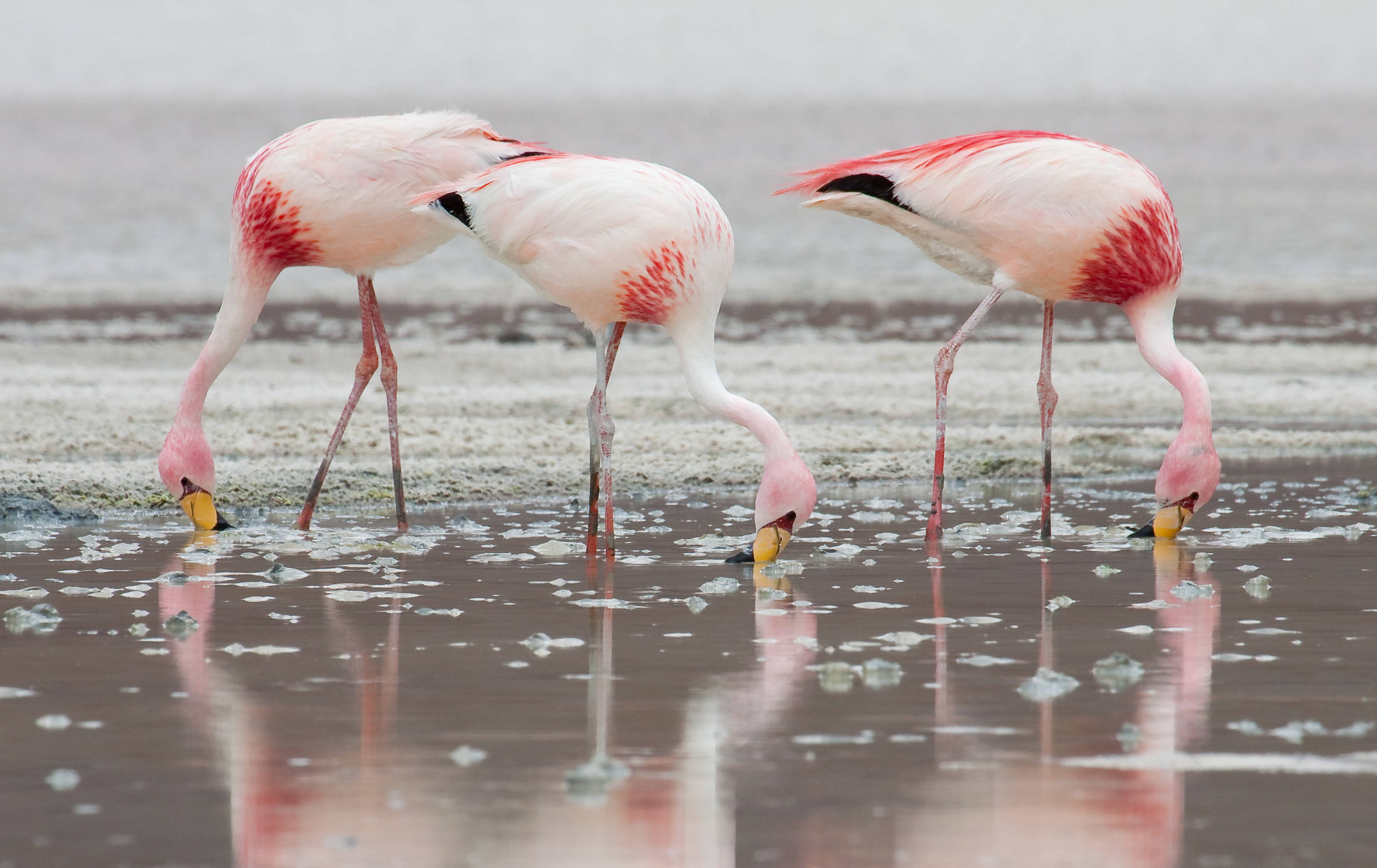
Plameňák Jamesův (Phoenicopterus jamesi)
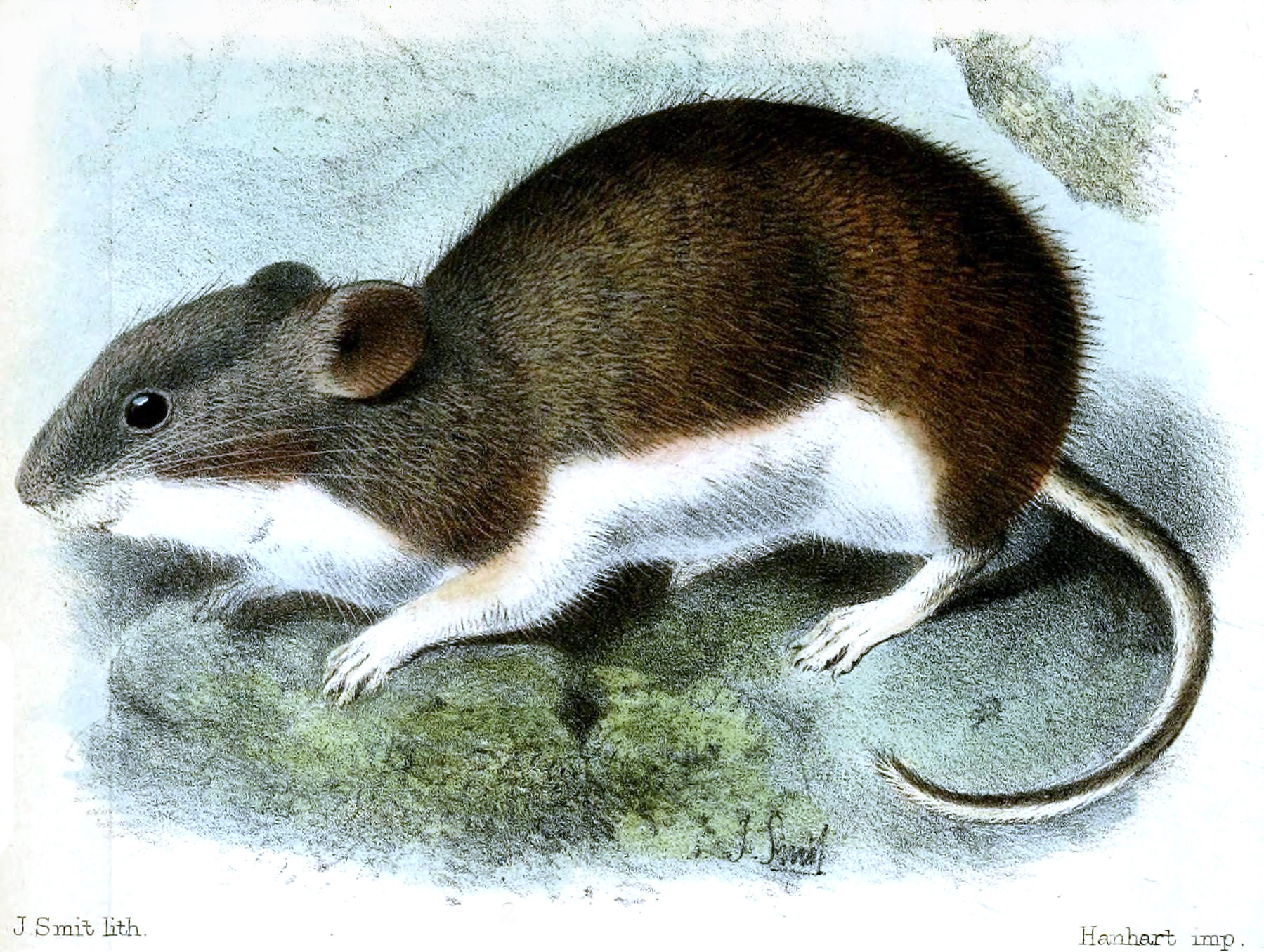
Auliscomys pictus, jeden z hlodavců středoandské puny

### Středoandská suchá puna

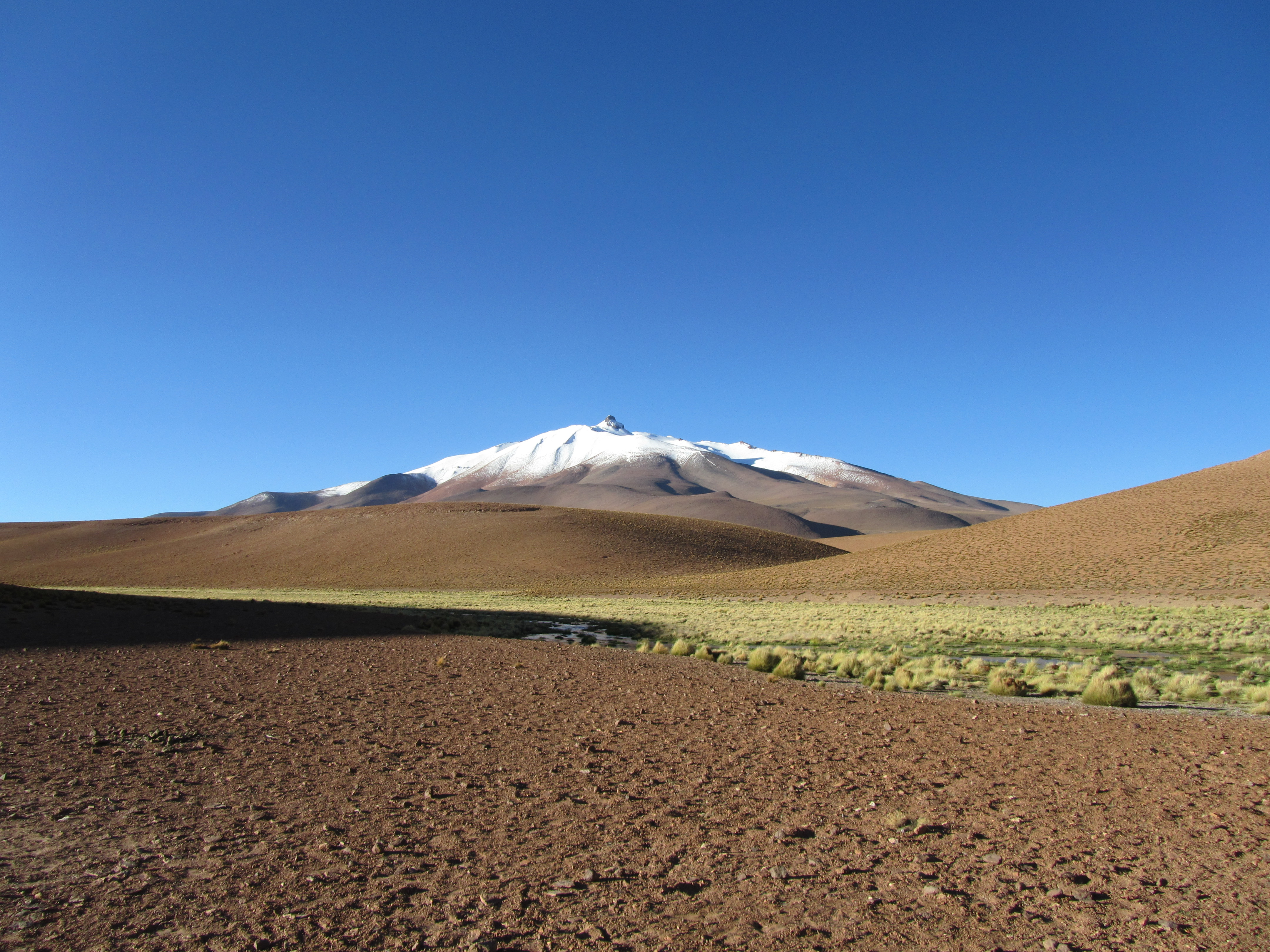
Suchá puna v NP Eduardo Avaroa, jižní Bolívie

Ekoregion středoandské suché puny (kódové označení nt1001) se rozkládá v jižní části Vysokých And v západní Bolívii, severním Chile a Argentině v úrovni od horní hranice lesa v nadmořských výškách přibližně od 3500 metrů až po linii věčného sněhu ve výšce asi 5000 metrů. Je to velmi suchý ekoregion, navazující na severu na oblast středoandské puny. Velkou část rozlohy suché puny tvoří náhorní planina, známá jako Altiplano. Typický reliéf krajiny zahrnuje náhorní planiny, zasněžené horské štíty, kužely sopek, solné pláně a horská jezera. Klimatické podmínky se od jiných typů puny odlišují zejména nízkým úhrnem srážek, který dosahuje jen asi 50 až 400 mm za rok a je silně sezónní. Suché období trvá asi 8 měsíců. Průměrná teplota činí v severní části 8 až 11 °C, směrem k jihu klesá.
Flóra a fauna této oblasti je unikátní, přizpůsobená extrémním podmínkám. Ve východní části převládá křovitá step s tuholistými keři zejména z rodů Adesmia (bobovité), fabiana (Fabiana, lilkovité), starček (Senecio) a pomíšenka (Baccharis, hvězdnicovité). Směrem k západu křovitá step plynule přechází v travnatou step, na níž převládají trávy z rodů třtina (Calamagrostis), kostřava (Festuca) a kavyl (Stipa). Z běžnějších keřů se zde vyskytují zejména pomíšenky Baccharis incarum a B. boliviensis, Parastrephia lepidophylla a Fabiana densa. Keře mohou v některých oblastech dosahovat výšky až 2,5 metru. 
Dalšími typickými rostlinami jsou trávy z rodu Aciachne a růžovité keříky z rodů perloušek (Margyricarpus) a Tetraglochin. Místy se vyskytují mokřiny s polštářovitou vegetací (bofedales), polštářovité porosty azorely nahloučené (yaretales) a slanomilná společenstva. V některých místech se dochovaly zbytky unikátní stromové vegetace, tvořené několika druhy rodu polylepis (Polylepis) z čeledi růžovité a známé jako polylepisový les. V nejsušších částech suché puny má krajina téměř pouštní charakter. Rostou zde zejména různé druhy rodu Lampaya (sporýšovité), drobnolistý keř Parastrephia lepidophylla a kostřava Festuca orthophylla.
Ze savců zde žije např. lama vikuňa (Vicugna vicugna), kočka horská (Leopardus jacobita), puma americká (Puma concolor), pes horský (Pseudalopex culpaeus) a pásovec bolivijský (Chaetophractus nationi).
Z větších ptáků zde žijí 3 druhy plameňáků, dále nandu menší (Pterocnemia pennata), tinama náhorní (Tinamotis pentlandii), husice andská (Chloephaga melanoptera) aj. 
Endemické druhy ptáků jsou převážně vázané na polylepisový les. Z endemických druhů zde žije kolibřík potoský (Oreotrochilus adela), holoubek Morenův (Metriopelia morenoi), z pěvců hrnčiřík lapazský (Asthenes heterura), hrnčiřík Steinbachův (Asthenes steinbachi), saltator rudobřichý (Saltator rufiventris), strnadovec rezavohrdlý (Poospiza baeri), strnadovec cochabambský (Poospiza garleppi) a šafránka žlutohlavá (Sicalis luteocephala). 
Další druhy jsou endemické pro celou oblast puny: tyrančík vysokohorský (Anairetes alpinus), kriticky ohrožený skorcovec aricomský (Cinclodes aricomae), hrnčiřík pokřovní (Asthenes berlepschi), hrnčiřík velehorský (Asthenes urubambensis), hrnčiřík čárkoocasý  (Asthenes maculicauda), dijuka krátkoocasá (Idiopsar bracyurus) a háčkozobec černý (Diglossa carbonaria). Z obojživelníků zde žije endemická žába Telmatobius huayra.

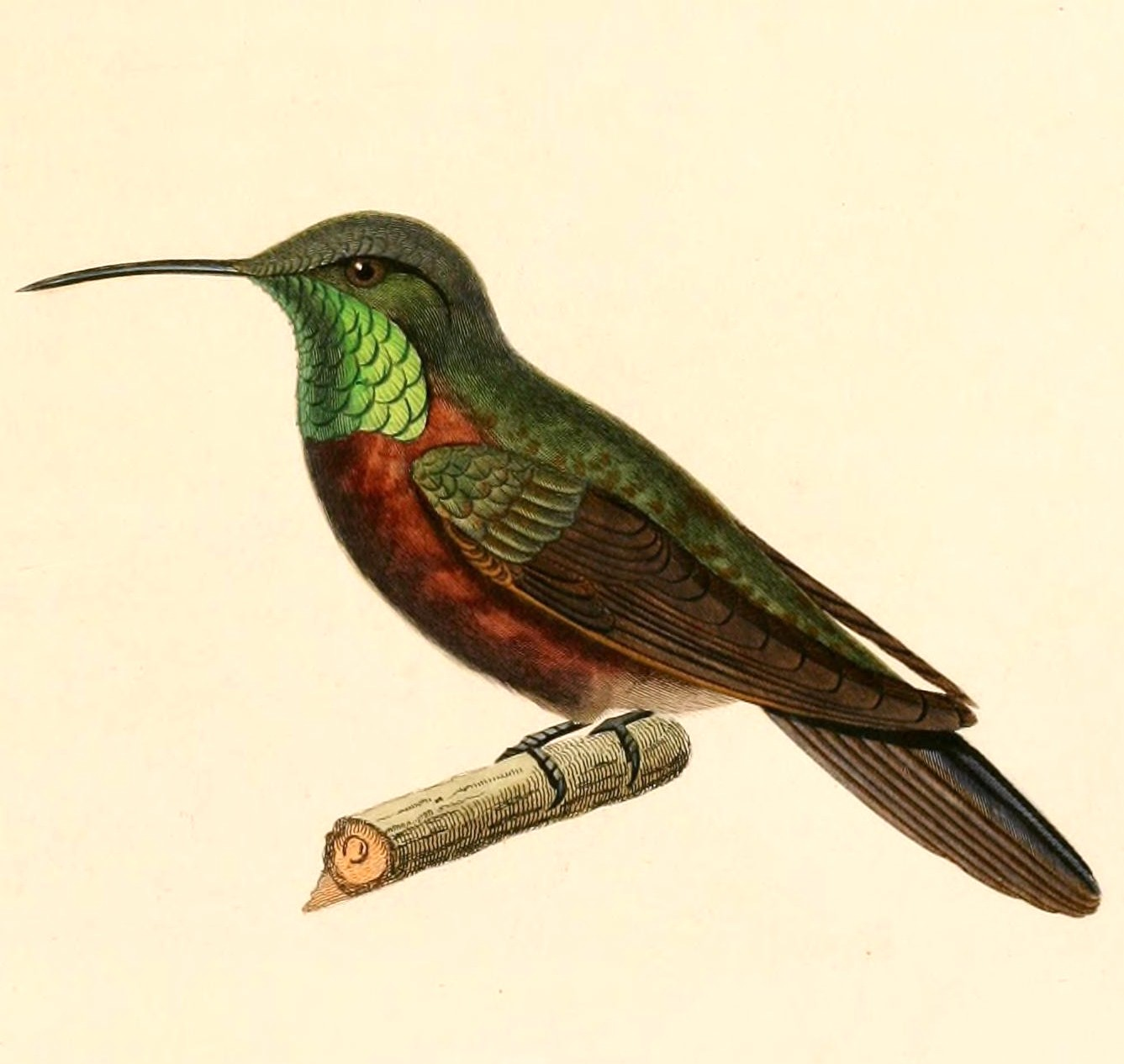
Kolibřík Oreotrochilus adela, endemit suché puny
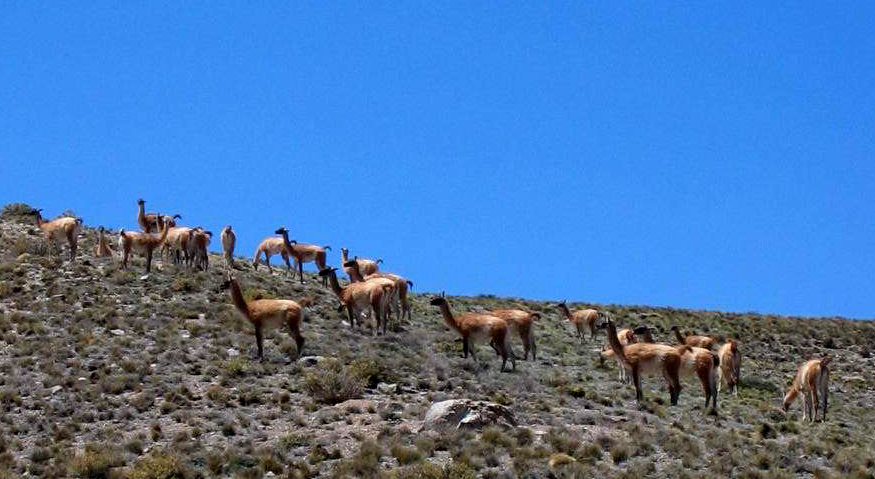
Lamy guanako
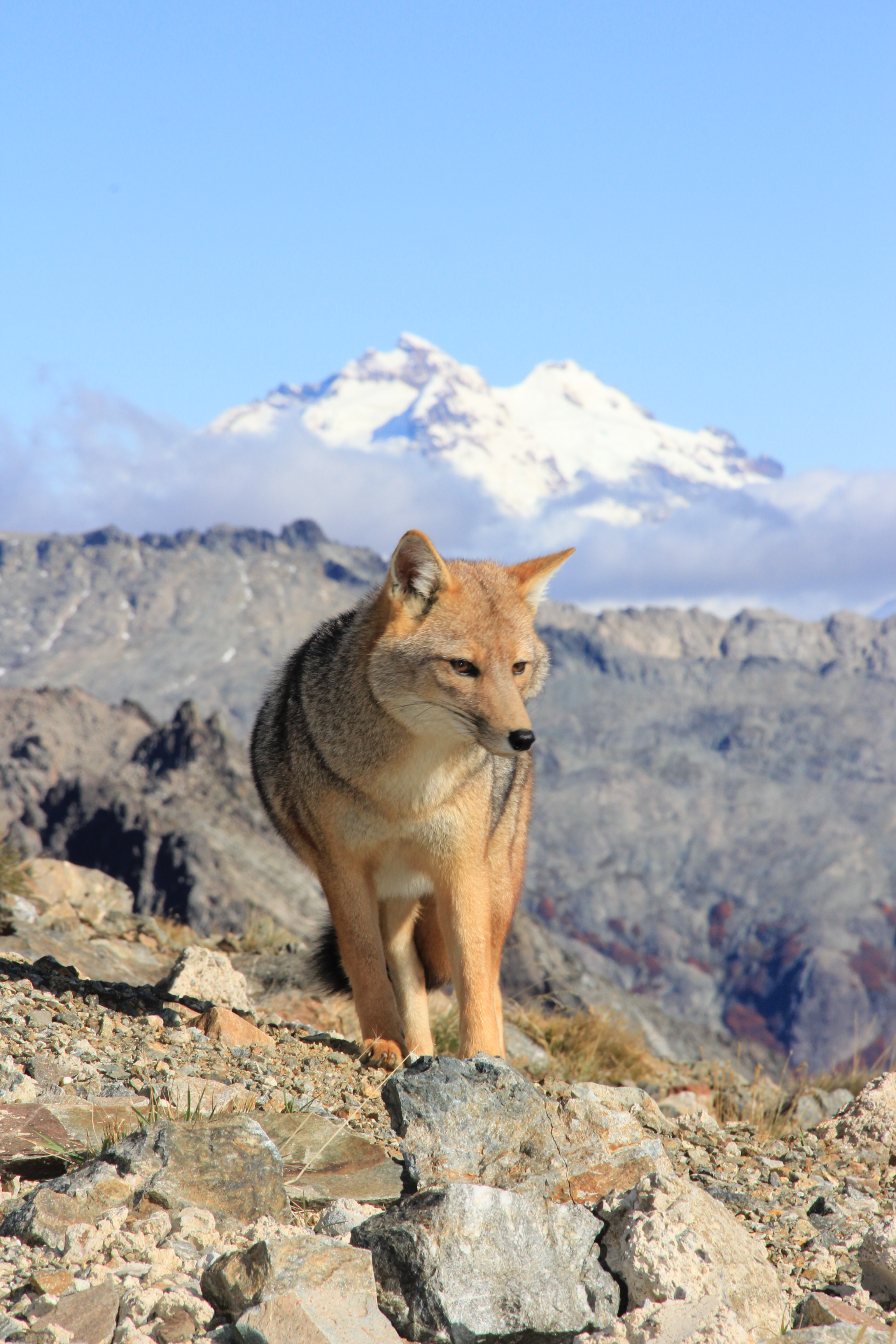
Pes horský (Pseudalopex culpaeus)

### Středoandská vlhká puna

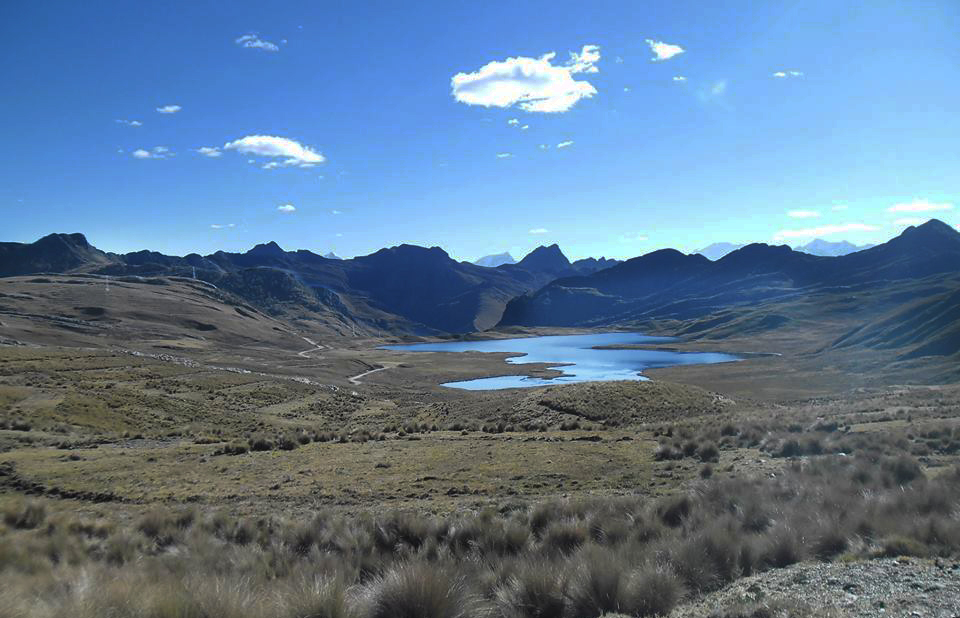
Vlhká puna v oblasti Huascarán v Peru

Středoandská vlhká puna (kódové označení nt1003) představuje severní a východní část ekosystému puny. Sahá od středního Peru po severovýchodní okraj bolivijského Altiplana. V jižní části areálu je její poloha omezena na slunné severní svahy a navazuje na oblasti horských lesů, známých jako yungas. Rovněž v severní části je výskyt rozdrobený a omezený na vyšší polohy horských hřbetů. Nejvyšší vrchol tohoto ekoregionu je Huascarán (6745 m) v Peru.
Vlhká puna vysokých poloh (mezi 4200 a 5000 m) je extrémně oligotermní, s teplými dny a mrazivými nocemi. Ve východní části ekoregionu jsou na prudkých horských svazích v nadm. výškách 3800 až 4200 m horské travnaté pláně, které jsou vlhčí než zbytek ekoregionu. 
Převážná část vlhké puny leží na vulkanických horninách třetihorního a čtvrtohorního stáří. Charakteristický reliéf krajiny zahrnuje zasněžené horské štíty, ledovcová jezera a též několik řek. Je zde i nejvýše položené horské jezero světa, Titicaca (3800 m).
Charakteristický vegetační pokryv tvoří trsnaté trávy zejména z rodů třtina (Calamagrostis), kostřava (Festuca), kavyl (Stipa), psineček (Agrostis) a paspal (Paspalum), ve vlhčích oblastech i kortadérie (Cortaderia) a Chusquea. 
Mezi trsy trav rostou rozličné drobnější druhy trav a jiné byliny. Vyskytují se zde též polštářovitě rostoucí rostliny rodů azorela (Azorella, miříkovité), jitrocel (Plantago), Aciachne (lipnicovité), Distichia (sítinovité) a endemický rod Pycnophyllum (hvozdíkovité).
Kaktusy jsou zde poměrně vzácné s výjimkou vlnatých kaktusů Tephrocactus lagopus a T. floccosus. V okolí jezera Titicaca náleží mezi nápadné součásti puny zejména trsy kavylu Stipa ichu a různých druhů kostřavy a pomíšenky (Baccharis) z čeledi hvězdnicovité, v hornatém vnitrozemí se vyskytují zejména nízké keříky Adesmia miraflorensis, Calceolaria parvifolia, Mutisia orbignyana, Satureja boliviana, Tetraglochin cristatum a některé druhy rodu starček (Senecio). Z rodů známých i ze střední Evropy zde roste např. hořec (Gentiana), kakost (Geranium), kozlík (Valeriana), řeřišnice (Cardamine), rožec (Cerastium), svízel (Galium), mochna (Potentilla) aj., z rodů typicky andských např. pantoflíček (Calceolaria) a Lysipomia.

## Vegetace a společenstva
V oblasti puny se vyskytuje asi 1500 druhů vyšších rostlin. Většina rodů zde rostoucích je zastoupena i v sousedících vysokohorských ekosystémech páramo a jalka. Z puny je známo celkem asi 40 endemických rostlinných rodů.
Mimo klasických vegetačních formací, jako je travnatá a keřová step, se zde vyskytují i další vegetační formace, jako jsou společenstva mokřin a slanisk, polylepisové lesy nebo porosty azorely nahloučené.

### Travnatá step
Travnatá step je v puně převažujícím rostlinným společenstvem. Tvoří ji zejména rozvolněné trsy tuhých trav z rodů kostřava (Festuca), třtina (Calamagrostis) a kavyl (Stipa), mezi nimiž roste celá řada bylin zejména z čeledí hvězdnicovité, hvozdíkovité, kakostovité a slézovité.

### Keřová step
Ve východní, vlhčí části puny přechází travnatá step v rozvolněná společenstva suchomilných, nízkých keřů, známá jako tolares či tholares. Převládají v nich drobnolisté, pryskyřičnaté keře zejména z rodů pomíšenka (Baccharis) a Parastrephia, doprovázené některými druhů rodů adesmie (Adesmia), Fabiana, Lepidophyllum a starček (Senecio). 
Na svazích sopky Nevado Coropuna v jižním Peru se vyskytuje keřová vegetace s převládajícím druhem Mutisia acuminata z čeledi hvězdnicovité, doprovázeným různými druhy zejména z čeledí bobovité a lilkovité. Z endemitů zde roste např. Chersodoma arequipensis, Diplostephium tacorense (hvězdnicovité) a opuncie Opuntia corotilla.

### Polylepisový les

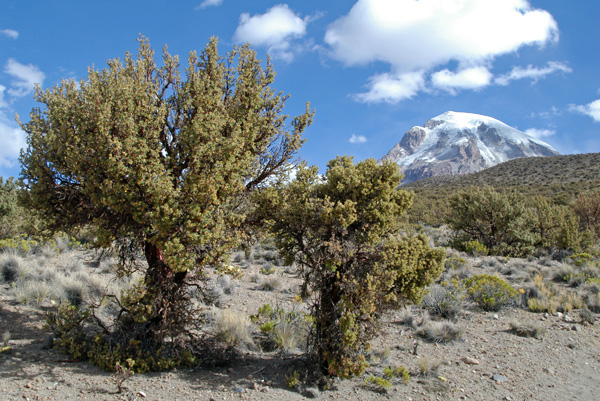
Řídký polylepisový les na úpatí sopky Sajama, Bolívie

V některých oblastech puny se nacházejí zbytky původních stromových porostů, nazývané queňoales. Jsou to řídké, rozvolněné porosty pokroucených, drobnolistých stromů a keřů. Jedinou stromovou složkou jsou různé druhy rodu polylepis (Polylepis) z čeledi růžovité.
Tyto porosty se vyskytují zejména v oblastech s častými mlhami či oblačností nebo v říčních korytech, v nadmořských výškách od 3700 do 4600 metrů. Je to jedinečný ekosystém, na který jsou vázány některé vzácné druhy zvířat a ptáků, v Bolívii např. kolibříci sylfa červenoocasá (Sappho sparganura) a kolibřík velký (Patagona gigas), ze savců vačice světlá (Thilamys pallidior).
Původní polylepisové lesy se dochovaly např. na úpatí bolivijské sopky Sajama. Jsou zde tvořeny druhy Polylepis tomentella a P. tarapacana. Porosty zde dosahují nadmořské výšky 5000 metrů, jednotlivé stromy a křoviny až 5200 metrů, a představují nejvýše položený lesní ekosystém na Zemi (horní hranice lesa např. v Himálaji či na Kilimandžáru dosahuje max. 4200 metrů), který navíc nemá spojitost s horní hranicí lesa na andských svazích.
Ve vlhčích oblastech jsou větve polylepisů často ověšeny mechy a epifyty a pnou se po nich liány z rodů bomarea (Bomarea), loaza (Loasa), Mutisia a mučenka (Passiflora). Rostou na nich též poloparazity rodu Tristerix z čeledi ochmetovité. V podrostu bývá bohatá bylinná flóra, níž jsou zastoupeny např. rody kopřiva (Urtica), lilek (Solanum) a svědivka (Cajophora)
Další dochované porosty jsou v severozápadní Argentině (biosférická rezervace Pozuelos, zde Polylepis tomentella). Na jižních svazích vulkánu Coropuna v jižním Peru jsou tyto porosty tvořeny Polylepis besseri (syn. P. rugulosa), bylinný podrost tvoří zejména hvězdnicovité: pomíšenka (Baccharis), Chuquiraga a Parastrephia (Asteraceae), bobovité: kozinec (Astragalus), lupina (Lupinus) a různé kaktusy. Mezi další nápadnější druhy spjaté s těmito ekosystémy náleží např. různé dřišťály (Berberis), Bomarea dulcis, kolécie Colletia spinosissima, Dunalia brachyacantha a jiné.

### Porosty azorely nahloučené

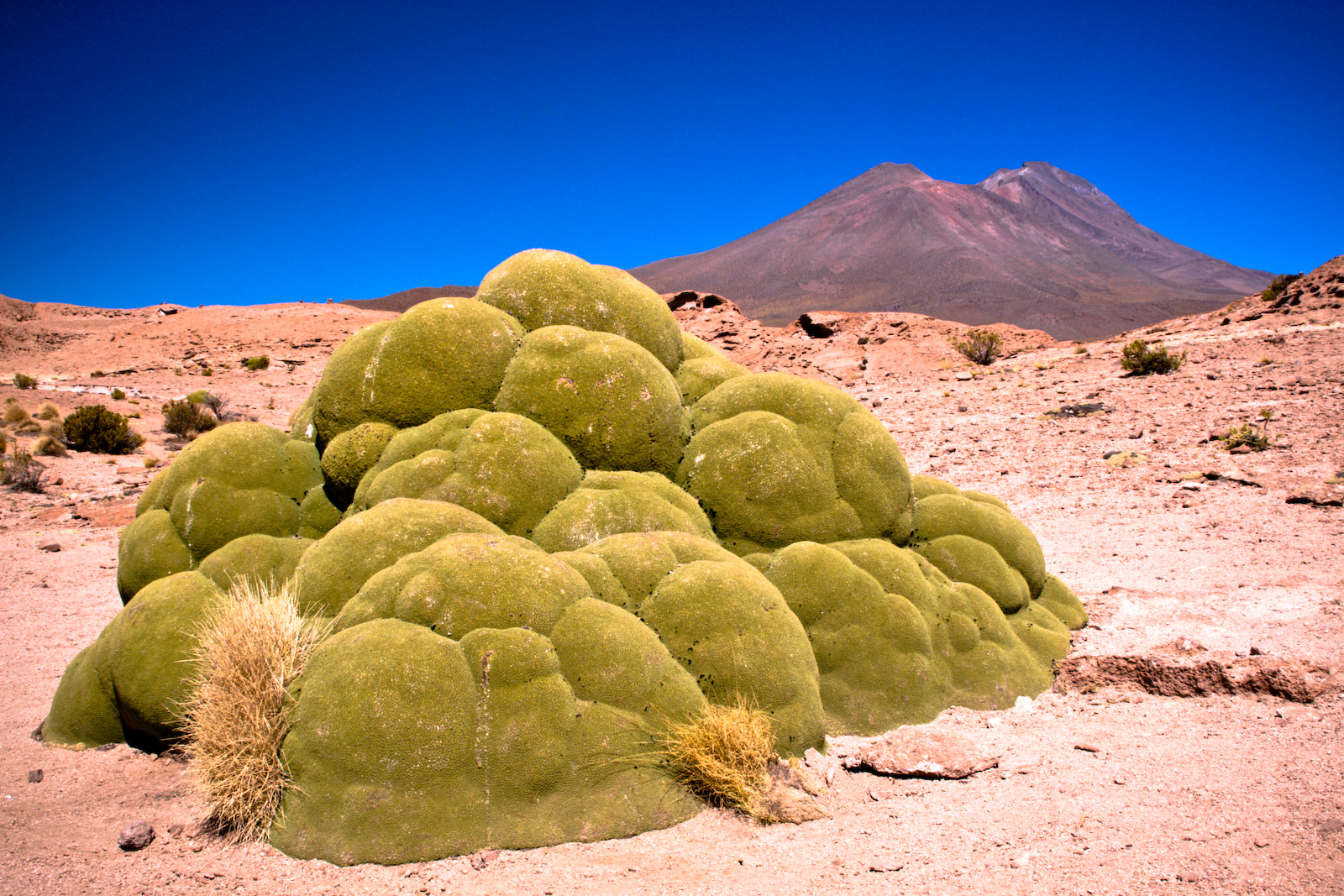
Velmi letitý bochan azorely nahloučené v bolivijském Altiplanu

V oblastech s propustnými, písčitými půdami se v různých částech vlhčí i sušší puny vyskytují nápadné polštářovité porosty azorely nahloučené (Azorella compacta) z čeledi miříkovité, které jsou známy jako yaretales nebo llaretales. Azorela vytváří kompaktní bochanovité polštáře, které mohou dosahovat šířky až 4 metry a výšky až 1 metr. Nacházejí se zpravidla roztroušeně v porostech jiné vegetace, jako jsou keřové formace, trsy trav či polylepisový les, v nadmořských výškách od 3000 do 5300 metrů. Azorela je v bezlesých oblastech And důležitým a vyhledávaným zdrojem paliva.

### Mokřiny

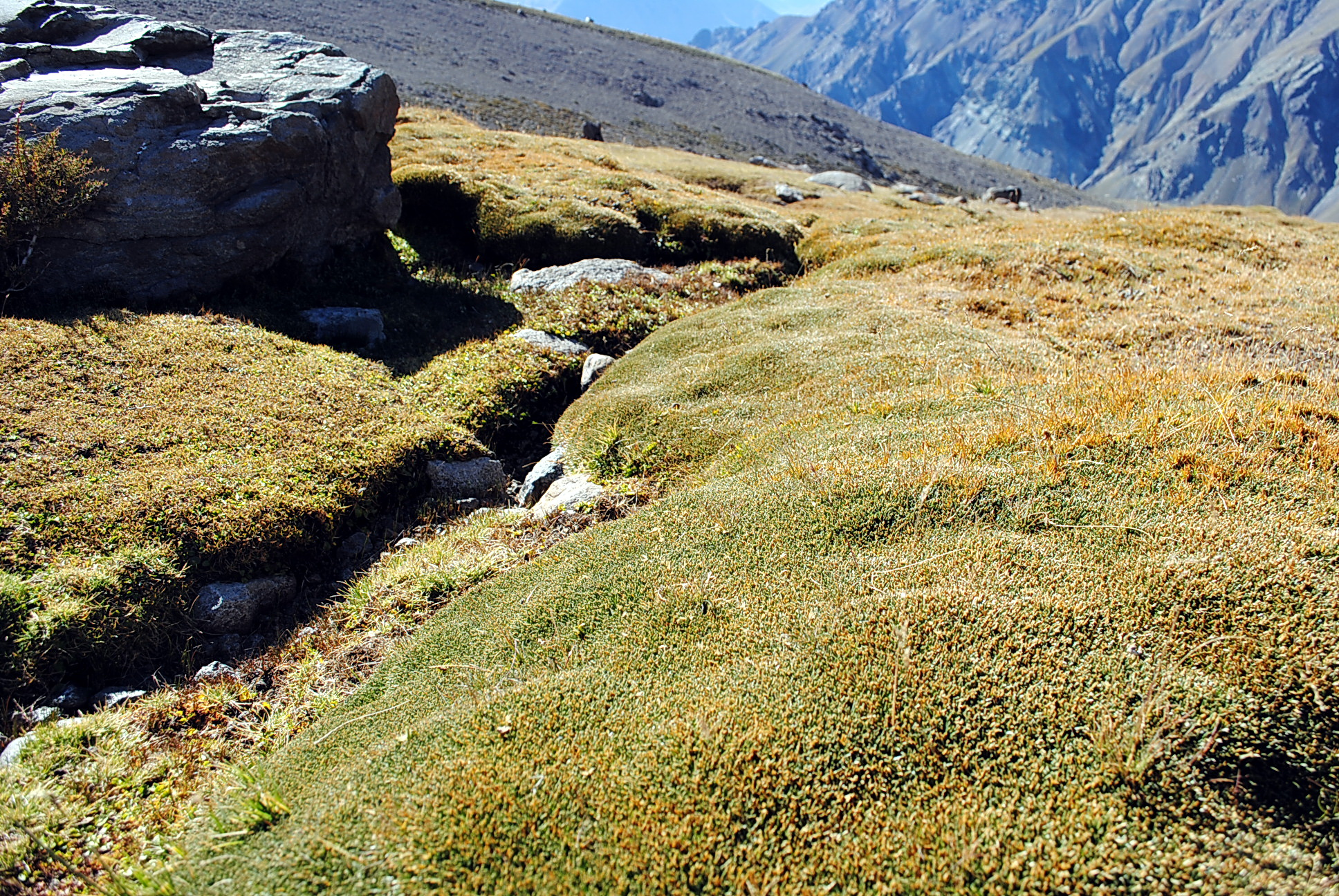
Husté polštáře Patosia clandestina z čeledi sítinovité

Mokřiny, známé jako bofedales, se vyskytují zejména na dnech horských údolí a v terénních sníženinách a jsou převážně zavodňovány podzemní vodou. Převládají na nich polštářovité byliny z čeledí šáchorovité a sítinovité, doprovázené řadou dalších vlhkomilných bylin z různých čeledí. Nápadné kompaktní polštáře tvoří druhy Oxychloe andina, Patosia clandestina, Distichia filamentosa a D. muscoides. V západní části bolivijské puny jsou mokřiny se silně mineralizovanou vodou a charakteristický pokryv tvoří Oxychloe andina (sítinovité) a Scirpus deserticola (ostřicovité). Ve východní části je voda méně mineralizovaná, převažují zde zejména tuhé polštáře Distichia muscoides, doprovázené polštáři jitrocele Plantago tubulosa. Další, skladbou odlišná společenstva jsou v širším okolí těchto mokřin.
Mokřiny slouží jako útočiště a zdroj pastvy mnohým druhům zvířat, jako je plameňák andský (Phoenicoparrus andinus), žáby rodu Atelopus, lamy vikuňa a guanako a činčily.

### Středoandská slaniska

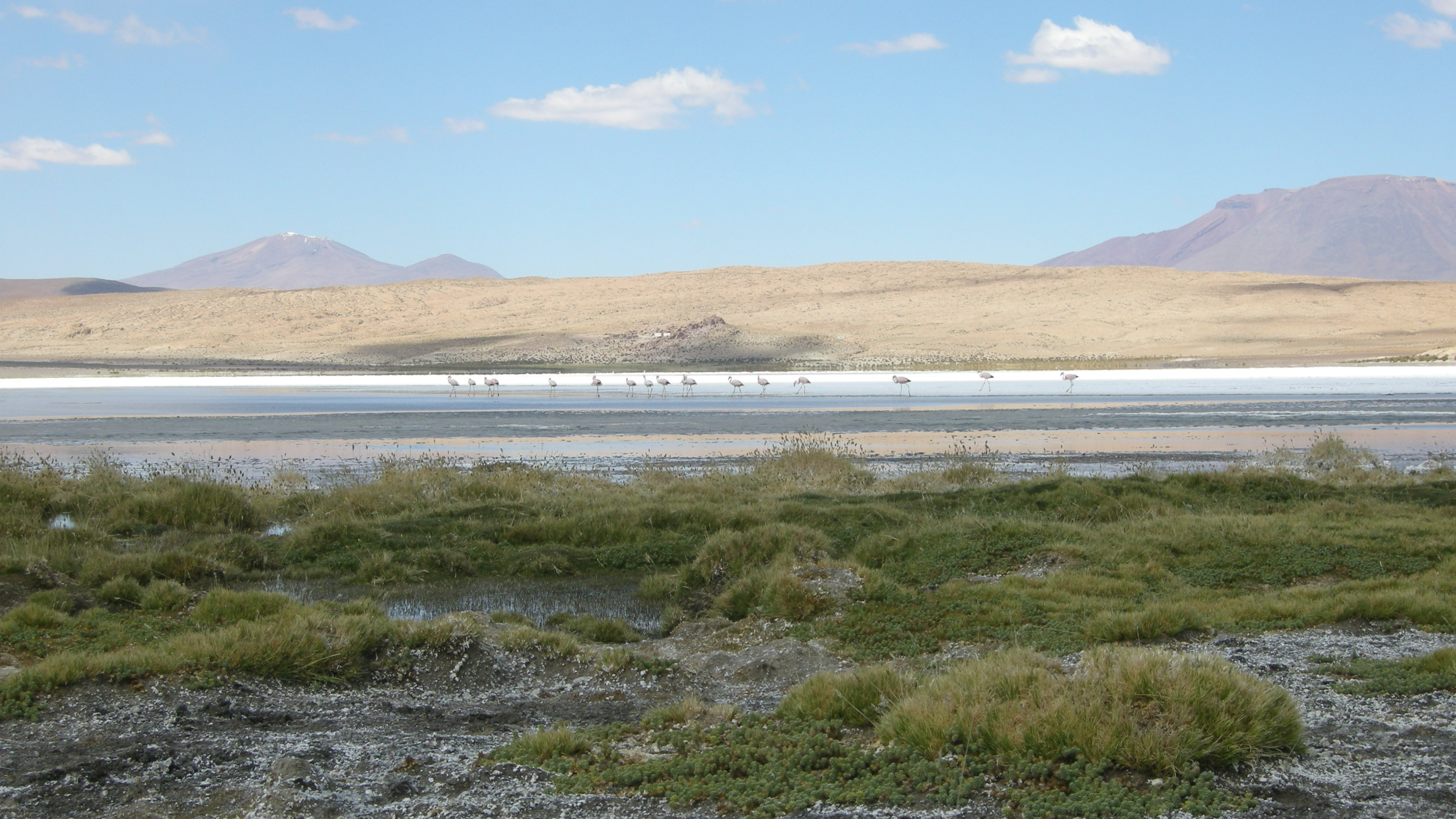
Slanomilná vegetace v okolí solné pláně Salar de Uyuni

V oblasti suché puny na náhorní plošině Altiplano jsou četná solná jezera a pláně, včetně největší solné pláně na světě, Salar de Uyuni. V jejich okolí a v terénních sníženinách se nacházejí společenstva slanomilných rostlin. Mezi typické rostliny náležejí slanomilné druhy z čeledi laskavcovité, zejména lebeda Atriplex atacamensis, slanorožec Salicornia pulvinata a solnička Suaeda foliosa, dále trávy Distichlis humilis a Muhlenbergia fastigiata, z hvězdnicovitých pak Parastrephia lucida, starček Senecio pampae, Tessaria absintoides, z dalších rostlin bařička přímořská (Triglochin maritima), druh který se vyskytuje i v Evropě. Slanomilná vegetace z okolí jezera Titicaca je známa jako halofytická prérie. Mimo některých z již zmíněných halofytů zde roste např. polštářovitá frankenie Frankenia triandra.

## Endemismus
V oblasti puny roste celkem 15 endemických rodů vyšších rostlin ze 7 čeledí: hvězdnicovité (Huarpea, Misbrookea), brukvovité (Aschersoniodoxa, Catadysia, Dactylocardamum, Englerocharis, Paradiodoxa, Petroravenia), kaktusovité (Oroya, Yavia), hvozdíkovité (Reicheella), jitrocelovité (Bougeria), lipnicovité (Anthocloa, Dielsiochloa) a zimolezovité (Stangea). Další endemické rody pak ekosystém puny sdílí se sousedními oblastmi, páramem na severu nebo jihoandskou stepí na jihu.

## Vliv člověka
Mnohé oblasti puny jsou ovlivněny člověkem. Hustota zalidnění stoupá směrem v vlhčím oblastem. Trvalé osídlení je asi do nadmořské výšky 3500 metrů, výše jsou jen jednotlivá obydlí pastevců a salaše. Na ekosystém má vliv zejména extenzivní pastevectví a vypalování porostů. V lokálnějším měřítku jej ohrožuje důlní činnost, zemědělství a výstavba lidských sídel. Pro pěstování plodin je klima povětšinou již příliš drsné. Z nečetných plodin jsou zde pěstovány např. hořké brambory (lilek Solanum juzepczukii).